# Rupert Carington (5e baron Carrington)
Rupert Victor John Carington (20 décembre 1891 - 19 novembre 1938), est un pair britannique.

## Biographie
Il est le fils de Rupert Carington (4e baron Carrington), et d'Edith, fille de John Horsefall et de Mary Maiden. Il combat pendant la Première Guerre mondiale en tant que capitaine dans les Grenadier Guards et est blessé à deux reprises. Après la guerre, il sert comme lieutenant adjoint et juge de paix pour le Devon. Il succède à son père dans la baronnie en 1929, mais ne parle jamais à la Chambre des lords .
Lord Carrington épouse Sybil Marion Colville, fille de son demi-cousin Charles Colville, 2e vicomte Colville de Culross, en 1916. Ils ont un fils et une fille. Il meurt en novembre 1938, à l'âge de 46 ans, et est remplacé par son fils unique, Peter, qui devient un éminent homme politique conservateur. Lady Carrington est décédée en décembre 1946 .